# Boina
Boina – wieś w Rumunii, w okręgu Caraș-Severin, w gminie Dalboșeț. W 2011 roku liczyła 19 mieszkańców. 